# Esther Afua Ocloo
Esthere Afua Ocloo, inicialmente Esther Afua Nkulenu (18 de abril de 1919, Peki Dzake - 8 de febrero de 2002), fue una emprendedora ghanesa y pionera de los microcréditos.
En 1976, fue una de las fundadoras de Mujeres Banqueras Mundiales, junto con Michaela Walsh y Ela Bhatt, y sirvió como su primera presidente de fideicomisos. En 1990, obtuvo el Premio África de Liderazgo.

## Educación y primeros años
Nació en la región Volta,  hija de George Nkulenu, un herrero, y su mujer Georgina, alfarera y granjera. Fue enviada por su abuela a una escuela primaria presbiteriana. Luego, estuvo en un internado coeducacional en Peki Blengo. La pobreza la obligaba a viajar allí semanalmente con víveres que ella misma cocinaba. Más tarde, ganó una beca para la Escuela de Achimota, viajando allí con dinero agregado por una tía, y estudió allí de 1936 a 1941, donde obtuvo el Cambridge School Certificate. Fue la primera persona en iniciar un negocio formal de procesamiento de alimentos en Costa de Oro, construyendo un negocio de suministros de mermelada y zumo de naranja, proveyendo a la Escuela Achimota y al RWAFF. Patrocinada por el Achimota College, visitó Inglaterra de 1949 a 1951, siendo la primera persona negra en obtener un diploma de gastronomía del Good Housekeeping Institute de Londres; tomó el curso de postgrado en Preservación de Alimentos en la Estación de Investigación de Long Ashton, Universidad de Brístol.

## Actividad empresarial
A partir de los años setenta, se involucró a nivel nacional e internacional en el empoderamiento económico de las mujeres. Fue asesora del Consejo de Mujeres y Desarrollo de 1976 a 1986, miembro del Comité Asesor Económico Nacional de Ghana de 1978 a 1979 y miembro del Consejo de Estado en la Tercera República de Ghana de 1979 a 1981. En 1975, fue asesora de La Primera Conferencia Mundial sobre la Mujer en México, promoviendo la disponibilidad de crédito a las mujeres como miembro fundador y el primer presidente de la Junta Directiva de Women World Banking de 1979 a 1985.

## Cristianismo
Fue miembro fundadora de grupos religiosos, como la Iglesia Evangélica Presbiteriana en Madina (un suburbio de Acra) y el Grupo de Unidad de Cristianismo Práctico (Ghana). También asistió en la formación de un grupo de mujeres en la Iglesia E.P conocida como Clase Bíblica con el objetivo de estudiar la Biblia y el manejo del hogar. Ella sirvió en el comité sinodal de la Iglesia E.P durante 12 años.

## Familia
Esther se casó con Stephen y tuvieron cuatro niños: Vincentia Canacco, Vincent Malm, Christian Biassey y Steven Junior.

## Muerte
Esther murió en Acra, Ghana luego de contraer una neumonía en 2002. Recibió un funeral estatal en Acra y fue enterrada en su ciudad natal, Peki Dzake.

## Honores
1. Honrada por la Evangelical Presbyterian Iglesia, Ghana por servicios meritorios a la Iglesia –1982.
2. Honrada por la Asociación de mujeres de Ghana (AWAG) por servicios meritorios (1985).
3. Reconocida y certificada por el consejo editorial de Biographical publication, Inglaterra, como una de las Mujeres Más importantes del siglo XX.
4. Coganadora (con Olusengun Obasanjo) la primera mujer en ganar el premio de liderazgo africano por disminuir el hambre, Nueva York, 1990.
5. Honrada por la Federación Internacional de Mujeres Empresariales y Profesionales –1991
6. Premio Cultura y Artes nacionales (Comisión Nacional de Cultura 1992).
7. Primera mujer laureada con el Premio Gottlieb Duttweiler, Suiza, 1993.
8. Honrada Por Junior Achievement (Premio de liderazgo Global, 1995)
9. Honrada por la Primera Exposición de Inversión de Mujeres Globales por la Asociación de Ghana de Mujeres emprendedoras (GAWE)-julio de 1996.
10. Honrada por el Sindicato Peki por su dedicación y contribuciones enormes al bienestar de su ciudad natal Peki, Ghana.
11. Honrada por Mujeres Banqueras Mundiales en mayo de 1995.
12. Premios de Excelencia del Milenio de Ghana para la Mujer y Desarrollo del Equilibrio de Género - 1999.